# Werner Liebschwager
Werner Liebschwager (* 2. Mai 1927 in Fulda; † 29. Januar 2005) war ein deutscher Fußballspieler.
Der Rechtsverteidiger begann seine Karriere bei Borussia Fulda und wechselte 1950 zum TSV Straubing in die Südstaffel der II. Division. 1952 schloss er sich dem VfB Stuttgart an. In der Oberliga Süd absolvierte er 133 Spiele für den VfB, in denen er 1 Tor erzielte. Liebschwager wurde 1953 bereits nach seiner ersten Saison mit den Stuttgartern Deutscher Vizemeister. In seiner zweiten Saison beim VfB gewann er 1954 den DFB-Pokal. Nachdem Liebschwager 1958 mit dem VfB erneut den Pokal gewonnen hatte, kehrte er zu Borussia Fulda zurück.